# Bill Schmidt
William David „Bill” Schmidt (ur. 29 grudnia 1947 w Muse) – amerykański lekkoatleta specjalizujący się w rzucie oszczepem.
W 1970 uplasował się na szóstym miejscu uniwersjady w Turynie. Brązowy medalista igrzysk olimpijskich w Monachium w 1972 - uzyskał wynik 84,42 m. Trzy lata później - w Rzymie - wywalczył srebrny medal Uniwersjady. Rekord życiowy: 86,31 m (2 czerwca 1973, Berkeley).